# 図鑑 (バンド)
図鑑（ずかん/zukan）は、福岡を中心に活動する日本のシンガーソングライター、バンド。

## 概要
2011年、長崎県出身のボーカル＆ギターの平山が「図鑑」というプロジェクト名義で、ネット上限定での音楽活動を開始。
2013年9月、プロジェクトにサポート参加していたメンバーを正式メンバーとして、バンドとしての「図鑑」を発足。
2013年11月、インディーズレーベル「Monsters Factory」からアルバムを発表。
2014年から、メジャーレーベル「UP RISE（ドリーミュージック）」にてアルバムを4枚発表。なお、ドリーミュージックは所属ではなく、アルバムごとの単発契約であった。
2018年から再度、平山のソロプロジェクトに戻って活動を開始。アコースティックでのライブやサポートメンバーでのライブ活動を展開。
2020年、「図鑑」としての活動を7月4日で終了すること、および平山カンタロウ名義で8月5日にメジャーデビューすることが発表された。

### バンド名の由来
平山が子供のころから何事も図鑑のように集めて並べるのが好きで、生み出す楽曲たちも図鑑のように楽しんでほしいという思いから命名。

## メンバー

### 現在のメンバー
- 平山 カンタロウ（ひらやま カンタロウ、2月23日 - ） - ギター・ボーカル 長崎県出身

### 過去のメンバー
- 脇本 ヒサシ（わきもと ヒサシ、7月3日 - ） - ギター・コーラス 鹿児島県出身
- 万江 裕己（12月14日 - ） - ベース・コーラス 宮崎県出身
- 異界論（8月3日 - ）- キーボード・コーラス 福岡県出身

## ディスコグラフィー

### アルバム
|     | 発売日         | タイトル         | 品番       | 収録曲 | レーベル         |
| --- | -------------- | ---------------- | ---------- | --- | ---------------- |
| 1st | 2013年11月6日  | 少年             | UM20131106 | 1. グラウンド 2. イナフ 3. 手のなる方へ 4. 木漏れる日々 5. 朝焼けのバラード 6. モンステラは風の中 7. アシタセカイ 8. 雷鳴 9. HOME 10. 少年                                          | Monstars Factory |
| 2nd | 2014年9月24日  | CO2              | FOCD-0005  | 1. 希望と絶望の世界 2. ペダル 3. アイランド 4. コーヒー 5. シンドラーのリフト 6. ニセモノはゆく 7. F 8. バイバイ 9. 大切を想う 10. モンスター 11. 彼女のスカート 12. 夜空のメロディ | UP RISE          |
| 3rd | 2015年10月7日  | ゴールデンシップ | FOCD-0011  | 1. ゴールデンシップ 2. ファンファーレ 3. 敵を蹴散らせ 4. フワフワ 5. まぼろし 6. good morning 7. 声 8. 潮風に揺られながら                                                           | UP RISE          |
| 4th | 2016年11月9日  | エミリー         | FOCD-0038  | 1. エミリー 2. インスタントグルーブ 3. shine 4. 光の速度 5. 魔法の歌 6. ジャンプ 7. 言葉 8. 風とともに                                                                              | UP RISE          |
| 5th | 2018年10月22日 | HIKARI           | FOCD-0051  | 1. メモリー 2. 衝動 3. 東京タワー 琥珀色 4. もっと 5. grassland 6. ライト ～未来へ～ 7. YOU MAY DREAM                                                                               | UP RISE          |

### シングル
|     | 発売日        | タイトル | 収録曲                                      |
| --- | ------------- | -------- | ------------------------------------------- |
| 1st | 2014年8月27日 | ペダル   | 1. ペダル 2. グラウンド 3. 朝焼けのバラード |

### 参加アルバム
- V.A. UMU MAGA企画「UMU SELECTION」
「木漏れる日々」で参加。

- トヨタカローラ福岡「KEY10 Music Vol.4」
「メモリー」で参加[3]。
収録CDは福岡県内のトヨタカローラ福岡各店舗にて計2万枚無料配布。

## 出演
- 2018年03月02日 - NHK福岡発地域ドラマ「YOU MAY DREAM[4]」サンハウス柴山俊之役で出演
- 2018年07月22日 - トヨタカローラ「カローラスポーツ」九州沖縄CM出演
- 2018年08月04日 - NHK福岡発地域ドラマ「六本松愛し方改革[5]」ミュージシャン役で出演
- 2019年03月01日 - NHK福岡発地域ドラマ「福岡美人がゆく！[6]」橘義一役で出演

## 主なライブ
- 2014年03月15日 - HAPPY JACK 2014[7]
- 2014年03月29日 - 韓国プサン「13th Busan Club Tour」[注釈 2]
- 2014年08月02日 - 韓国 ウルサン「蔚山国際フェスティバル」
- 2014年08月23日 - スカジャン前夜祭 Sky Jamboree ‘14 THE EVE
- 2014年11月07日 - THE MAN Album Release Live "GABBA GABBA HEY"
- 2015年06月07日 - SAKAE SP-RING 2015
- 2015年08月22日 - スカジャン前夜祭 Sky Jamboree '15 THE EVE
- 2015年09月26日 - MUSIC CITY TENJIN 2015
- 2015年10月25日 - JFL presents LIVE FOR THE NEXT supported by ELECOM
- 2015年10月31日 - 親不孝 Halloween Night Walker
- 2015年11月20日 - FLiP LIVE TOUR 2015「GOiNG TO THE FUTURE ～Respect & Confidence～」
- 2016年02月07日 - でらロックフェスティバル 2016
- 2016年03月17日 - Music Climbers Vol.9 -Spring Show Case-
- 2016年03月19日 - HAPPY JACK 2016[8]
- 2016年05月05日 - GOLD RUSH2016
- 2016年06月05日 - SAKAE SP-RING 2016
- 2016年07月03日 - ビートルズ来日50周年イベント「YA!YA!YA!THE BEATLES 50th in Bayside」
- 2016年09月04日 - キャバーンビート4周年ビートルズスーパースペシャル パロッツ
- 2016年09月25日 - MUSIC CITY TENJIN 2016
- 2016年10月08日 - MINAMI WHEEL 2016[9]
- 2017年02月22日 - The cold tommy「ARE YOU A DRIVIN' BEAST?」Tour
- 2017年09月24日 - MUSIC CITY TENJIN 2017
- 2017年12月31日 - ハードロックカフェ福岡　カウントダウンパーティー
- 2018年07月22日 - NUMBER SHOT 2018[10]
- 2018年10月02日 - MUSIC CITY TENJIN 2018
- 2018年10月13日 - 〜熊本城・くまもと復興祈念〜 TKUの日2018[11]
- 2019年03月16日 - HAPPY JACK 2019[12]

## タイアップ
| 年     | 曲               | タイアップ                                                           |
| ------ | ---------------- | -------------------------------------------------------------------- |
| 2013年 | 大切を想う       | 福岡県飲酒運転撲滅キャンペーンソング                                 |
| 2013年 | 手のなる方へ     | テレビ朝日「ポータルANNニュース&スポーツ」11月エンディングテーマ     |
| 2014年 | アイランド       | 新上五島物産展テーマソング                                           |
| 2014年 | 太陽             | 「福岡キャンピング＆アウトドアショー2014年」テーマソング             |
| 2014年 | ペダル           | KBC九州朝日放送「ドォーモ」10月度エンディングテーマ                  |
| 2014年 | ペダル           | テレビ朝日「ポータルANNニュース&スポーツ」の10月度エンディングテーマ |
| 2014年 | ペダル           | TBS「エン活！」12月度エンディングテーマ                              |
| 2014年 | バイバイ         | NHK-FM「music line」10・11月度エンディングテーマ                     |
| 2015年 | ファンファーレ   | TBS「王様のブランチ」10月度エンディングテーマ                        |
| 2015年 | ファンファーレ   | テレビ愛知「映画なう。」10月度エンディングテーマ                     |
| 2015年 | ファンファーレ   | UTエイム「軍艦島」篇イメージソング                                   |
| 2015年 | ファンファーレ   | 「第73回 福岡国際マラソン選手権大会（2019年）」KBCラジオテーマソング |
| 2015年 | ファンファーレ   | NBC長崎放送「Pint」オープニングテーマ（2020年 - ）                   |
| 2016年 | エミリー         | NCC長崎文化放送「JUNK BOX」11月度エンディングテーマ                  |
| 2016年 | エミリー         | TBS「有田ジェネレーション」12・1月度エンディングテーマ               |
| 2017年 | エミリー         |                                                                      |
| 2018年 | もっと           | キタガワレキセイ企業CM（実写編）イメージソング                       |
| 2018年 | メモリー         | トヨタカローラ「カローラスポーツ」九州沖縄版CMソング                 |
| 2018年 | 衝動             | TBS系テレビ 「SUPER SOCCER」 12.1月エンディングテーマ                |
| 2019年 | ゆら、ゆら、ゆら | BS12『のの湯』主題歌                                                 |